# Аруба на летних Олимпийских играх 1988
Аруба принимала участие в Летних Олимпийских играх 1988 года в Сеуле (Республика Корея) в первый раз за свою историю, но не завоевала ни одной медали. Сборную страны представляли 4 женщины.